# Cinemateca Quebequense
La Cinemateca Quebequense (en francés: Cinémathèque québécoise) es una filmoteca en la ciudad de Montreal, en la provincia de Quebec, al este de Canadá. Fundado en 1963, la tarea es "preservar y documentos fílmicos y el patrimonio de televisión con el fin de ponerlo a disposición del siempre creciente y diversificado público".  Las colecciones de la Cinemateca incluyen más de 35.000 películas de todas las épocas y países, 25.000 programas de televisión, 28.000 carteles, 600.000 fotos, 2.000 piezas de equipo histórico, 15.000 escrituras y documentos que producen, 45.000 libros, 3.000 títulos de revistas, miles de archivos, así como los objetos, accesorios y disfraces. 